# Plinia peruviana
Plinia peruviana är en myrtenväxtart som först beskrevs av Jean Louis Marie Poiret, och fick sitt nu gällande namn av Rafaël Herman Anna Govaerts. Plinia peruviana ingår i släktet Plinia och familjen myrtenväxter. Inga underarter finns listade i Catalogue of Life.